# Monema johani-bergmani
Monema johani-bergmani is een vlinder uit de familie van de slakrupsvlinders (Limacodidae). De wetenschappelijke naam van de soort is voor het eerst geldig gepubliceerd in 1948 door Bryk.